# Krankenhaus der Barmherzigen Brüder (Linz)

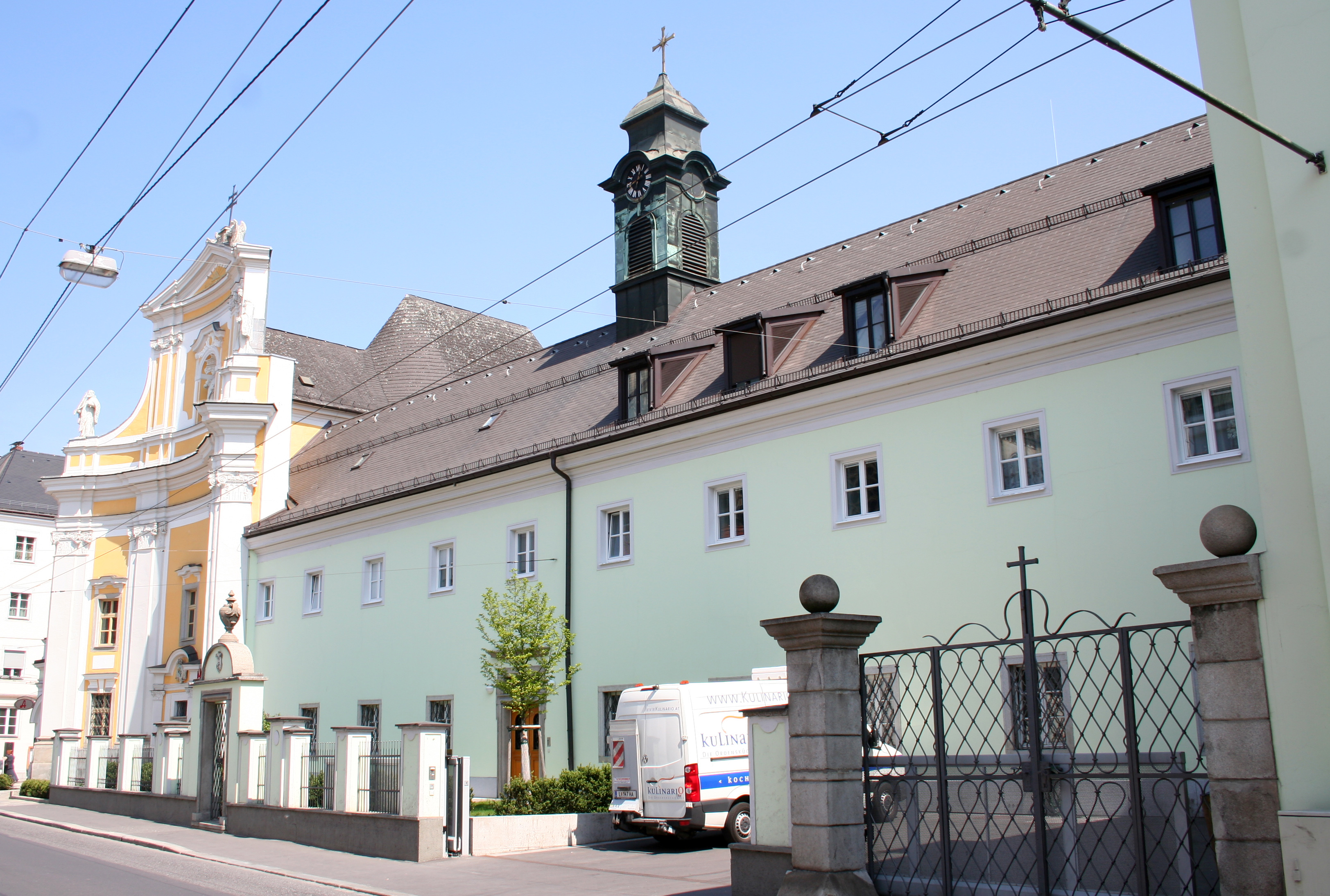
Kirche und Konventgebäude in der Herrenstrasse (2010)

Das Krankenhaus der Barmherzigen Brüder ist ein Krankenhaus der Barmherzigen Brüder vom hl. Johannes von Gott in Linz.

## Lage
Das Konventgebäude und die Kirche zeigten sich anfangs nur zur Herrenstraße. Im Zuge der Errichtung des nahen Mariä-Empfängnis-Domes wurde 1891 nördlich der Kirche die Rudigierstraße zum Dom durchgebrochen, was eine Ecklösung ergab. Dabei entstand nördlich der Kirche zur Rudigierstraße ein eingeschoßiger Straßentrakt der Apotheke der Barmherzigen Brüder. Südlich und östlich der Kirche schließt das Konvent- und das Krankenhausgebäude an. Wiederum südlich des gesamten Gebäudekomplexes befinden sich das Kloster und Krankenhaus der Barmherzigen Schwestern.

## Geschichte

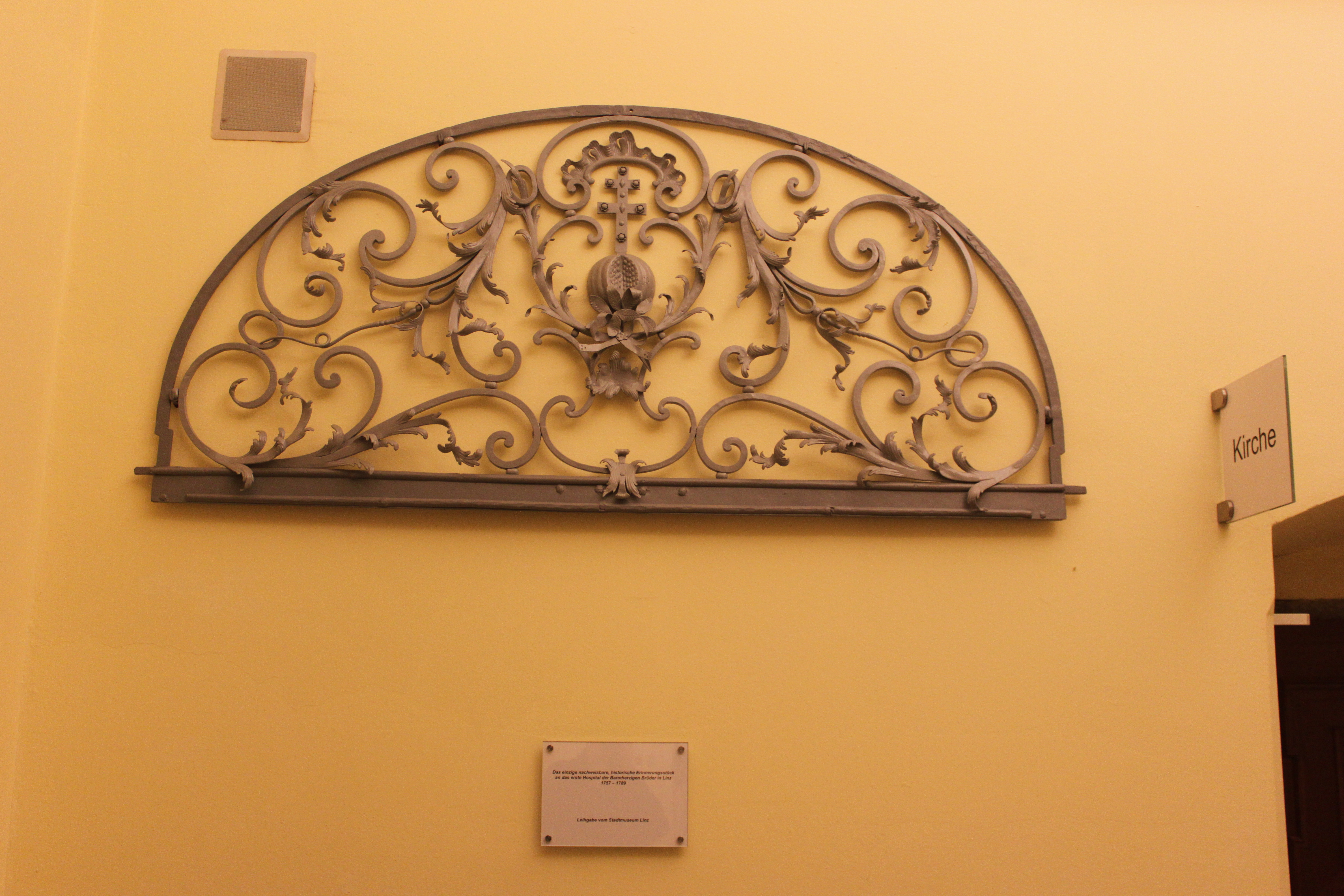
Schmiedeeiserner Rundbogen vom Vorgängerhospital 1757–1789

Das ehemalige Siechenhaus zu Straßfelden befand sich vermutlich seit 1344 am heutigen Schillerplatz. Um 1740 war dieses Siechenhaus eine von insgesamt acht Einrichtungen des städtischen Versorgungswesens, das neu geordnet werden sollte. Das Siechenhaus zu Straßfelden wurde den Barmherzigen Brüdern per kaiserlichem Dekret am 9. Oktober 1756 zugewiesen. Der Orden verpflichtete sich, ständig mindestens 10 kranke Stadtbewohner aufzunehmen, nur mittellose Patienten zu betreuen, die Tätigkeit der Stadtchirurgen nicht zu beeinträchtigen und eine Apotheke erst dann einzurichten, wenn in der Stadt eine solche frei wird. Nach notwendigen Umbauten bezogen der neu ernannte Vikar Anastasius Wawrousch und dessen Mitbruder Isaias Mayer vom Wiener Konvent am 1. Juli 1757 das Siechenhaus. Am 19. Juli 1757 weihte der Passauer Bischof Joseph Dominikus von Lamberg die neu errichtete Kapelle und den Friedhof zu Ehren der hl. Anna. Am Annentag, den 26. Juli 1757, wurden die ersten Patienten unter großer Beteiligung der Bevölkerung in einem Festzug vom Lazarett ins neue Spital gebracht. Nach Errichtung der Diözese Linz im Jahr 1783 mussten die Barmherzigen Brüder ihren Friedhof beim Siechenhaus auflösen und das Begräbnisrecht der neu geschaffenen Josefspfarre überlassen.
Den heutigen Standort bezogen die Barmherzigen Brüder im Jahr 1789. In den 1780er-Jahren war in Linz der Wunsch nach einem Allgemeinen Krankenhaus aufgekommen. Die bürgerlichen Stiftungshäuser und die kirchlichen Wohltätigkeitsanstalten sollten im Sinne der josephinischen Zentralisation in eine staatliche Versorgungsanstalt überführt werden. Kaiser Joseph II., der den Wiener Konvent und seine Tätigkeit gut kannte, war den Barmherzigen Brüdern zugetan. Nach einem Besuch des Linzer Spitals verfügte Joseph II. am 28. Januar 1787 die Verlegung des Spitals der Barmherzigen Brüder in das nahe gelegene, 1782 aufgelassene Karmelitinnenkloster. Nach Umbauarbeiten wurde der Krankenbetrieb am 28. Oktober 1789 am neuen Standort aufgenommen. Das Brüderspital war damit zum Allgemeinen Linzer Krankenhaus für männliche Kranke geworden. 1791 erhielt die bisherige Hausapotheke das Öffentlichkeitsrecht. Das Siechenhaus bzw. ehemalige Annakloster fand Verwendung als Militär-Knabenerziehungsanstalt und ab 1909 kurzfristig als Trainkaserne. Das Gebäude wurde 1912 abgerissen.
| Jahr                 | 1757 | 1782 | 1789 | 1803 | 1890 | 1933 | 2021     |
| Anzahl Krankenbetten | 10   | 16   | 43   | 50   | 80   | 250  | über 300 |

Während der Koalitionskriege wurden in Linz fünf provisorische Militärspitäler eingerichtet. Die Barmherzigen Brüder mussten Verwundete aufnehmen und gleichzeitig in anderen Militärlazaretten aushelfen. Der Krieg und das Finanzpatent vom 20. Februar 1811, das die Zinsen der Stiftungsgelder halbierte, brachte das Krankenhaus der Barmherzigen Brüder nahe an den Ruin. Kaiser Franz I. besuchte am 8. Oktober 1812 das Spital, bedankte sich für die Verwundetenpflege und entließ die Hausgeistlichen des Ordens aus dem Seelsorgedienst der Feldspitäler.
In der zweiten Hälfte des 19. Jahrhunderts wurde der Spitalsbetrieb modernisiert. Das Krankenhaus wurde an die Kanalisation und an die Gasleitung angeschlossen, Eisenbetten wurden angeschafft und eine neue Heizanlage eingebaut. Neue Bäder mit großen Tanks für warmes und kaltes Wasser wurden zusammen mit einem Dampf-Desinfektionsapparat installiert. Es wurden zeitgemäße Operationssäle, ebenerdige Ordinations- und Warteräume sowie eine Telefonverbindung zwischen Sezierraum, Totenkammer und Spital eingerichtet.
Der Linzer Bischof Rudolph Hittmair betätigte sich ab Herbst 1914 als Krankenpfleger im Lazarett der Barmherzigen Brüder. Er infizierte sich allerdings bei einer Visite von kranken serbischen Kriegsgefangenen im Lager Mauthausen am 10. Februar 1915 und starb kurz darauf an Flecktyphus.
Der Nationalsozialismus brachte den Barmherzigen Brüdern Verfolgung und Leid. Von Herbst 1938 bis 1940 wurden propagandistische Sittlichkeitsprozesse gegen Ordensangehörige nach deutschem Vorbild (1935–1937) durchgeführt. Ab 1. September 1939 musste das Spital als „Reservelazarett A Linz“ dienen. Am 21. Februar 1940 beschlagnahmte die Geheime Staatspolizei das gesamte Vermögen des Ordens. Nachdem das Krankenhaus am 10. Februar 1941 in das Eigentum des Reichsgaus übergegangen war, wurde es ab 1. April 1941 als „Krankenhaus des Reichsgaues Oberdonau“ geführt.
Nach Beendigung des Zweiten Weltkrieges wurde das Krankenhaus am 28. Mai 1945 an den Orden zurückgegeben, es diente aber noch eine Zeit lang als Militärlazarett. Am 1. August 1946 ging auch die Leitung des Krankenhauses an die Barmherzigen Brüder über. Das durch Bomben beschädigte Krankenhaus wurde nach dem Wiederaufbau 1948 eröffnet und mit Öffentlichkeitsrecht ausgestattet.
Nach Modernisierungen und Spezialisierungen des Krankenhauses in der zweiten Hälfte des 20. Jahrhunderts arbeitet das Spital seit 2001 mit dem benachbarten Krankenhaus der Barmherzigen Schwestern im Rahmen der „Brüder. Schwestern. Spitalspartnerschaft“ in ausgewählten Schwerpunktbereichen spitalsübergreifend zusammen. Von 2002 bis 2008 erfolgte ein großer Umbau in drei Etappen.

## Konventsgebäude
Nach Aufkauf von mehreren Freihäusern von 1710 bis 1720 in der Herrengasse und der Grundsteinlegung im Jahre 1713 wurde an dieser Stelle ein Karmelitinnenkloster nach den Plänen des Architekten Johann Michael Prunner errichtet. 1782 wurde das Frauenkloster aufgehoben. Im Jahre 1787 erfolgte die Übergabe des Klostergebäudes an die Barmherzigen Brüder, die nach Umbauten das Gebäude 1789 bezogen.
Die Kirche und das Konventgebäude stehen unter Denkmalschutz (Listeneintrag).

## Klosterkirche zur Unbefleckten Empfängnis Mariä

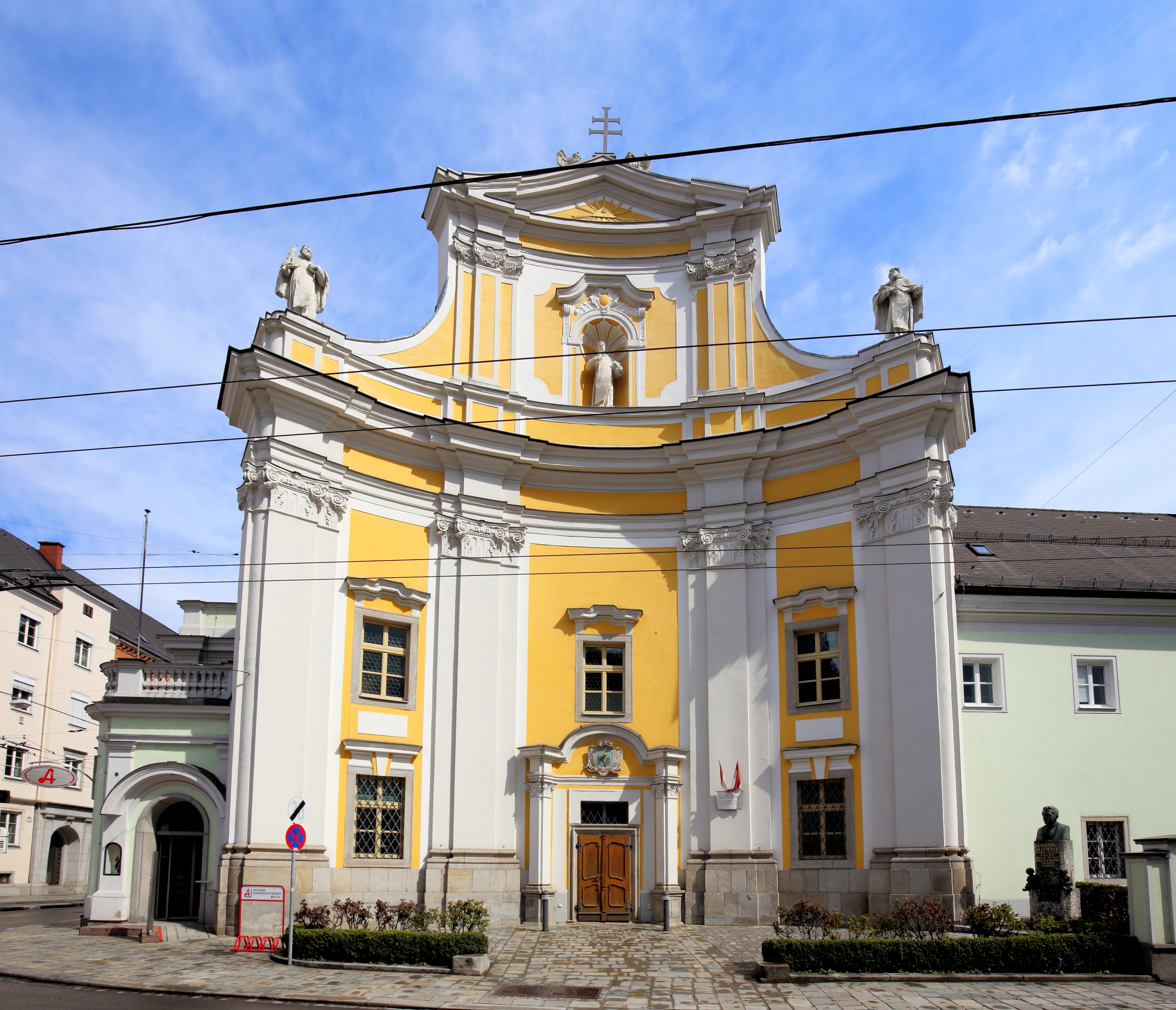
Hauptfassade der Klosterkirche mit einer Steinstatue des Ordensgründer hl. Johannes von Gott in der Rundbogennische

Ursprünglich gründeten die Karmelitinnen mit Unterstützung der Kaiserin Eleonore Magdalene von Wien aus im Jahr 1710 hier ein neues Kloster. Die Klosterkirche hatte unter den Karmelitinnen das Patrozinium der hl. Theresa von Avila. Nach den Plänen des Architekten Johann Michael Prunner wurde in der ersten Bauphase von 1713 bis 1716 vermutlich nur der Chor errichtet und 1716 geweiht. Mit der zweiten Bauphase von 1729 bis 1732 wurde die Kirche vollendet und durch den Bischof von Passau 1743 erneut konsekriert. Im Zuge der Josephinischen Reformen löste Kaiser Joseph II. 1782 das Karmelitinnenkloster auf. Im Anschluss wurde das Inventar der Kirche und des Klosters zu Gunsten des Religionsfonds veräußert und das Gebäude als Depot genutzt. Unter anderem wurde der barocke Hochaltar mit dem Altarbild der hl. Theresia von Avila (bez. Martino Altomonte, 1727) in die Frankenmarkter Pfarrkirche transferiert. Nachdem die Barmherzigen Brüder im Jahr 1757 ihr erstes Krankenhaus in Linz (am jetzigen Schillerpark) gründeten und Platzmangel hatten, übergab im Jahr 1787 Kaiser Josef II. das ehemalige Karmelitinnenkloster den Barmherzigen Brüdern. Nach diversen Umbauten erfolgte im Jahr 1789 die Übersiedelung. Unter anderem wurde bei den Umbauten der ursprüngliche Chor der Kirche stark eingekürzt, und der dadurch entstehende Raum wurde mit zwei Zwischendecken in drei Geschoße unterteilt. Im Jahr 1796 wurde der eingezogene Fassadenturm abgetragen.

## Architektur
Der Ovalbau mit einer einschwingenden Hauptfassade zeigt die barocke dynamische Formensprache sowohl an der Fassade wie auch im Inneren. Die mächtige konkav geschwungene Hauptfassade steht in der Nachfolge der Fassade der Karmelitinnenkirche in St. Pölten, welche vom Bildhauer und Architekt Matthias Steinl von 1708 bis 1712 geplant und errichtet wurde. Der Kirchenraum steht in der Nachfolge der ovalen barocken Karmelitinnenkirche St. Joseph in Prag, die von dem Architekten Abraham Paris geplant wurde. Die Kirche wurde 1949 außen und 1963 innen restauriert, weitere Restaurierungen gab es in den Jahren 1992 und 2007.

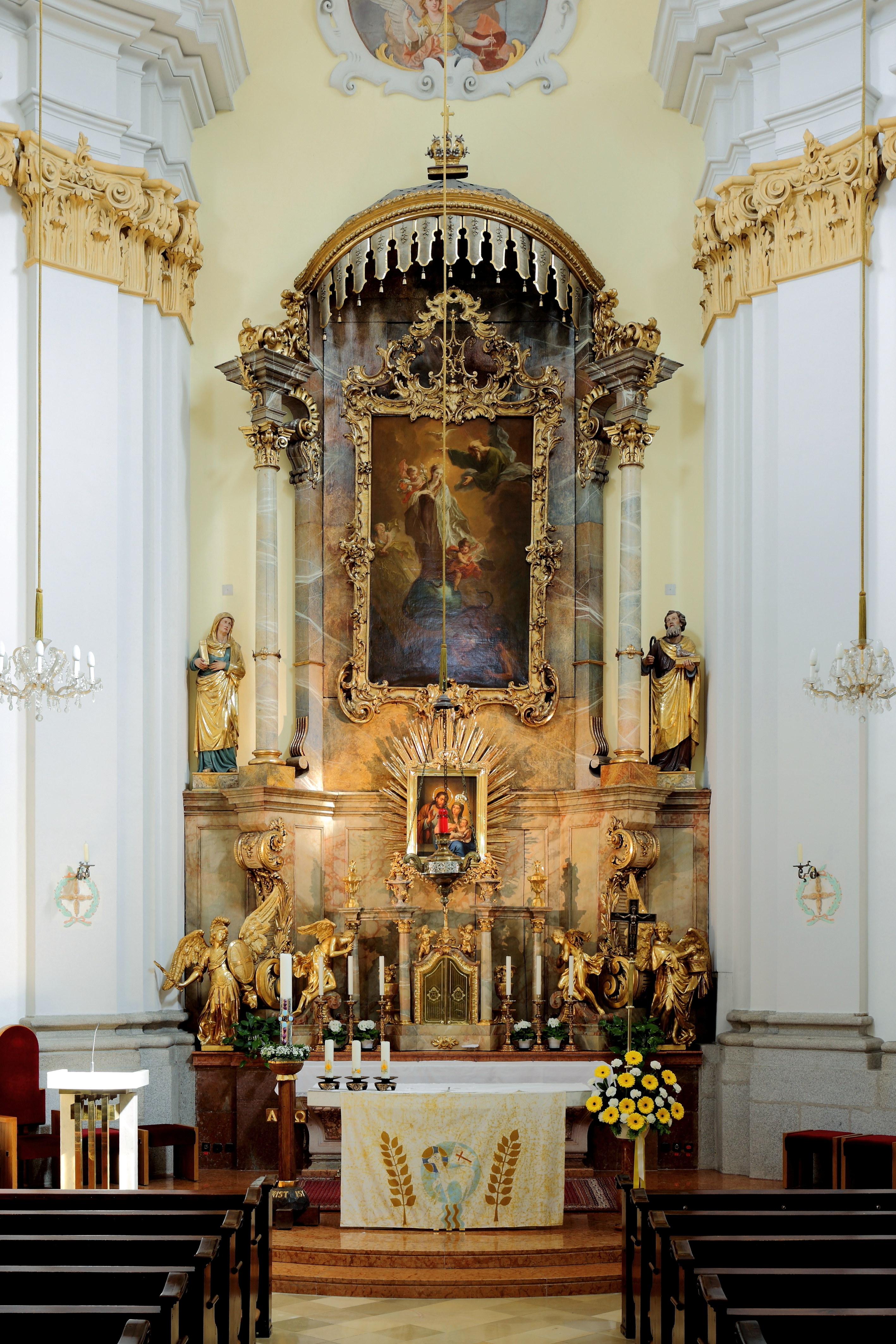
Hochaltar der Klosterkirche

### Hochaltar
Der Hochaltar wurde 1857 errichtet und teilweise von dem Kunstatelierinhaber Ferdinand Scheck (1827–1891) gefertigt. Der Tabernakel mit zwei anbetenden Engeln stammt aus der Kapelle des Rekonvaleszentenheimes St. Theresia der Barmherzigen Brüder in Wien. Die flankierenden Statuen stellen die Erzengel Raphael (Patron des Ordens) und Michael (Patron der österreichischen Ordensprovinz) dar. Das Hochaltarbild mit dem Motiv Maria Immaculata (die unbefleckte Empfängnis Mariä) schuf Martin Johann Schmidt (Kremser Schmidt) und ist mit 1773 datiert. Über dem Hochaltar befindet sich ein ovales Fresko, das mit Stuckrahmen umgeben ist und Gottvater mit Szepter sowie den Erzengel Michael mit Waage darstellt. Unterhalb des Hochaltarbildes ist ein weiteres Bild, das die Heilige Familie darstellt. Es wurde von Marzik Thomas 1854 gemalt und ist eine Kopie des Bildnisses in der Barmherzigen-Brüder-Kirche in Wien.